# Riacho do Sangue
Riacho do Sangue är ett periodiskt vattendrag i Brasilien.   Det ligger i delstaten Ceará, i den östra delen av landet, 1 500 km nordost om huvudstaden Brasília.
Omgivningarna runt Riacho do Sangue är huvudsakligen savann. Runt Riacho do Sangue är det glesbefolkat, med 16 invånare per kvadratkilometer.